# Mérk
Mérk is een plaats (nagyközség) en gemeente in het Hongaarse comitaat Szabolcs-Szatmár-Bereg. Mérk telt 2328 inwoners (2001).

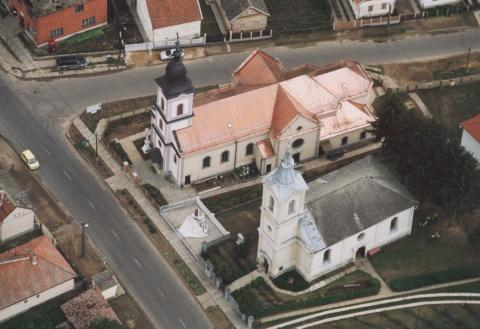
Mérk
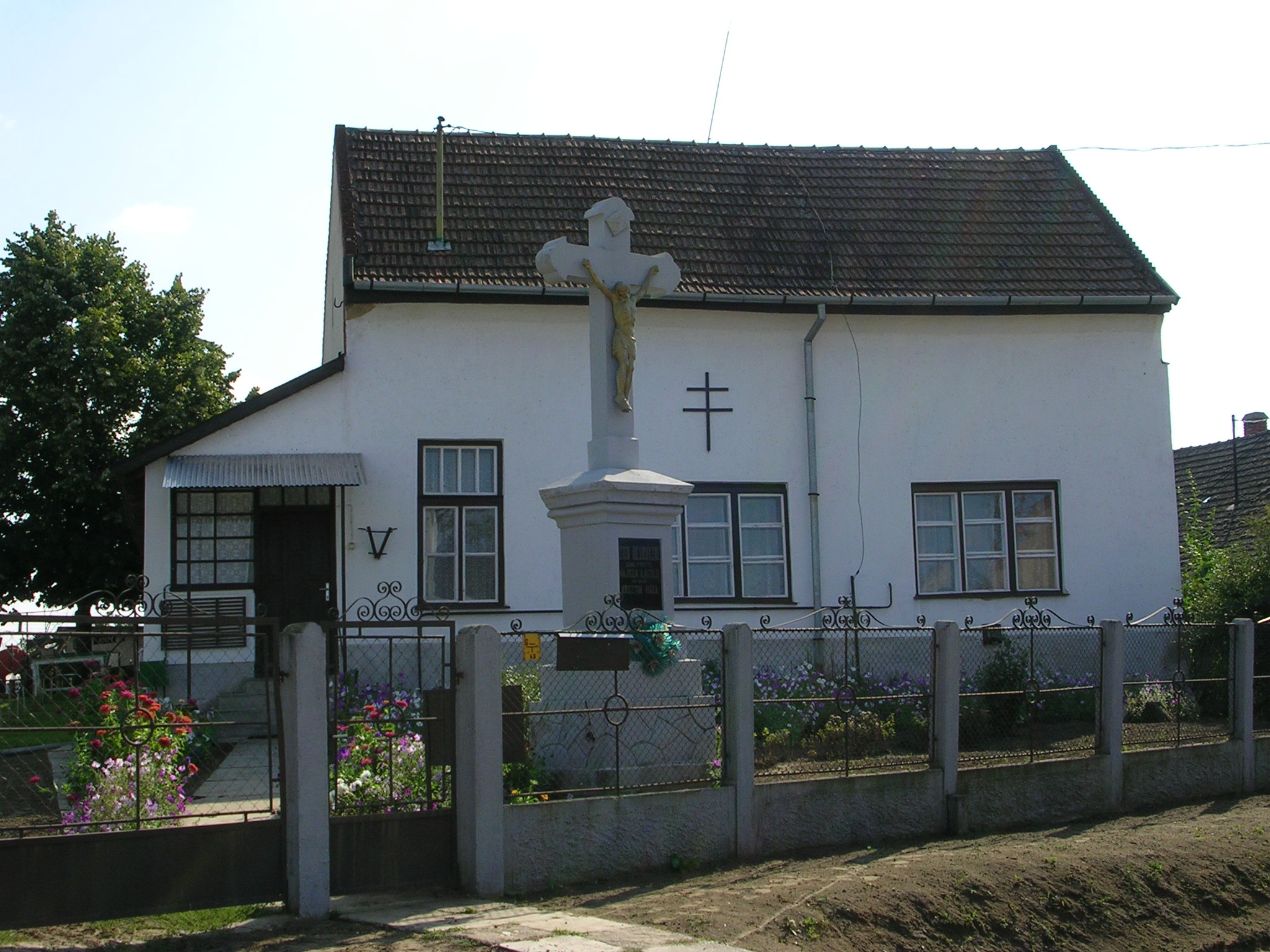
Grieks-Katholieke kerk in Mérk